# 2002年捷克議會選舉
2002年捷克大選（或者2002年捷克眾议院选举；捷语：Volby do Poslanecké sněmovny Parlamentu České republiky 2002）于2002年6月14日至15日在捷克的14个州份中举行，以選出新任捷克眾議院議員。社會民主黨（ČSSD）維持第一大黨，贏得眾議院200個席位中的71個席位。緊隨其後的是公民民主黨（ODS），獲得56個席位。與 1998年大選的74%的投票率相比，本屆選舉的投票率下降到58%。捷克和摩拉維亞共產黨（KSČM）取得了自天鵝絨革命以來最佳的成績，以41席位居第三，而基督教民主聯盟—捷克斯洛伐克人民黨（KDU-ČSL）以31席位居第四。